# NGC 2685
NGC 2685 = Arp 336, auch bekannt als Helix-Galaxie und Pancake-Galaxie, ist eine Polarring-Galaxie vom Hubble-Typ (R)SB0 im Sternbild Großer Bär am Nordsternhimmel. Sie ist schätzungsweise 42 Millionen Lichtjahre von der Milchstraße entfernt hat einen Durchmesser vom etwa 55.000 Lichtjahren. 
Halton Arp gliederte seinen Katalog ungewöhnlicher Galaxien nach rein morphologischen Kriterien in Gruppen. Diese Galaxie gehört zu der Klasse Verschiedene (Arp-Katalog).
Das Objekt wurde am 18. August 1882 von dem deutschen Astronomen Ernst Wilhelm Leberecht Tempel entdeckt.